# 21529 Johnjames
21529 Johnjames è un asteroide della fascia principale. Scoperto nel 1998, presenta un'orbita caratterizzata da un semiasse maggiore pari a 2,8792679 UA e da un'eccentricità di 0,1839747, inclinata di 13,50761° rispetto all'eclittica.
Porta il nome di John James Hutchison, studente premiato nel 2006 al concorso internazionale Intel per la scienza e l'ingegneria.